# En otro país
En otro país es una película sur coreana de 2012 de género drama y comedia escrita y dirigida por Hong Sang-soo. Ambientada en una ciudad costera, la película consta de tres partes que cuentan la historia de tres mujeres diferentes, todas llamadas Anne y todas interpretadas por la actriz francesa Isabelle Huppert. La película compitió por la Palma de Oro en el Festival de Cine de Cannes de 2012 .

## Sinopsis
En una playa nublada de la costa surcoreana, una estudiante de cine escribe tres historias diferentes, pero todas ellas vividas por una misma francesa llamada Anne, que llega a aquel lugar y se involucra de diferentes maneras con personajes nativos.

## Reparto
- Isabelle Huppert como Anne.
- Yoo Jun-sang como Salvavidas.
- Kwon Hae-hyo como Jong-soo.[2]
- Moon So-ri como Geum-hee.
- Moon Sung-keun como Moon-soo.
- Jung Yu-mi como Won-joo.
- Youn Yuh-jung como Park Sook.
- Kim Yong-ok como un bhikkhu.

## Recepción

### Crítica
En el sitio web del agregador de reseñas Rotten Tomatoes, la película tiene una calificación de aprobación del 83% basada en 24 reseñas, y una calificación promedio de 6.7 / 10. En Metacritic , la película tiene una puntuación promedio ponderada de 69 de 100, basada en 13 críticas, lo que indica "críticas generalmente favorables".

### Reconocimientos
Buil Film Awards
- Nominada – Mejor Película
- Nominado – Mejor Director – Hong Sang-soo
- Nominado – Mejor Actor – Yoo Jun-sang
- Nominada – Mejor Actriz – Isabelle Huppert
- Nominada – Mejor Actriz de Reparto – Moon So-ri